# Grand Prix-wegrace van Oostenrijk 1972
De Grand Prix-wegrace van Oostenrijk 1972 was derde race van wereldkampioenschap wegrace in het seizoen 1972. De race werd verreden op 14 mei 1972 op de Salzburgring nabij Salzburg.

## 500 cc

### Uitslag 500 cc
| Pos | Coureur             | Merk      | Tijd       | Punten |
| --- | ------------------- | --------- | ---------- | ------ |
| 1   | Giacomo Agostini    | MV Agusta | 1h 06:24.9 | 15     |
| 2   | Guido Mandracci     | Suzuki    | +59.1      | 12     |
| 3   | Bo Granath          | Husqvarna | +1 ronde   | 10     |
| 4   | Rob Bron            | Suzuki    | +1 ronde   | 8      |
| 5   | Christian Bourgeois | Yamaha    | +1 ronde   | 6      |
| 6   | Giampiero Zubani    | Kawasaki  | +1 ronde   | 5      |
| 7   | Silvano Bertarelli  | Kawasaki  | +2 ronden  | 4      |
| 8   | Bruno Kneubühler    | Yamaha    | +3 ronden  | 3      |
| 9   | Sergio Baroncini    | Ducati    | +3 ronden  | 2      |
| 10  | Carlo Marelli       | Paton     | +3 ronden  | 1      |
| 11  | Giordano Mongardi   | Ducati    |            |        |
| 12  | John Hughes         | Matchless |            |        |

## 350 cc
Na twee overwinningen voor Jarno Saarinen met de Yamaha kwam Giacomo Agostini in Oostenrijk met de nieuwe 350 cc viercilinder aan de start. Hij trainde nog met de driecilinder, maar die was al behoorlijk wat langzamer dan de Yamaha van Saarinen. In de race verloor de motor van Saarinen al snel wat toeren, waardoor hij slechts vierde werd. Agostini won en het gevecht om de tweede plaats tussen Renzo Pasolini en Hideo Kanaya werd door de laatste gewonnen.

### Uitslag 350 cc
| Pos | Coureur          | Merk      | Tijd        | Punten |
| --- | ---------------- | --------- | ----------- | ------ |
| 1   | Giacomo Agostini | MV Agusta | 50' 7" 200  | 15     |
| 2   | Hideo Kanaya     | Yamaha    | +8" 420     | 12     |
| 3   | Renzo Pasolini   | Aermacchi | +8" 840     | 10     |
| 4   | Jarno Saarinen   | Yamaha    | +21" 900    | 8      |
| 5   | János Drapál     | Yamaha    | +1' 29" 300 | 6      |
| 6   | Teuvo Länsivuori | Yamaha    |             | 5      |
| 7   | Bo Granath       | Yamaha    |             | 4      |
| 8   | Werner Pfirter   | Yamaha    |             | 3      |
| 9   | Silvio Grassetti | MZ        |             | 2      |
| 10  | László Szabó     | Yamaha    |             | 1      |

## 250 cc
In de 250cc-klasse trainde Hideo Kanaya als snelste, maar hij startte slecht. Aanvankelijk namen Rodney Gould en Dieter Braun de leiding. Jarno Saarinen kwam dichterbij door de snelste raceronde te draaien, maar Gould verbeterde die meteen. Daarna verloor zijn Yamaha snelheid en hij viel uit. Ook Braun viel uit, waardoor Börje Jansson de winnaar werd. Jarno Saarinen werd tweede en John Dodds (Yamaha) werd derde.

### Uitslag 250 cc
| Pos | Coureur          | Merk      | Tijd      | Punten |
| --- | ---------------- | --------- | --------- | ------ |
| 1   | Börje Jansson    | Derbi     | 45'00"310 | 15     |
| 2   | Jarno Saarinen   | Yamaha    | +18"880   | 12     |
| 3   | John Dodds       | Yamaha    | +25"990   | 10     |
| 4   | Barry Sheene     | Yamaha    | +25"990   | 8      |
| 5   | Chas Mortimer    | Yamaha    | +45"390   | 6      |
| 6   | Werner Pfirter   | Yamaha    | +45"690   | 5      |
| 7   | Teuvo Länsivuori | Yamaha    | +49"390   | 4      |
| 8   | Karl Auer        | Yamaha    | +1 ronde  | 3      |
| 9   | János Drapál     | Yamaha    | +1 ronde  | 2      |
| 10  | Heinz Schmied    | Yamaha    | +1 ronde  | 1      |
| DNF | Hideo Kanaya     | Yamaha    |           |        |
| DNF | Kent Andersson   | Yamaha    |           |        |
| DNF | Rodney Gould     | Yamaha    |           |        |
| DNF | Renzo Pasolini   | Aermacchi |           |        |
| DNF | Silvio Grassetti | MZ        |           |        |
| DNF | Dieter Braun     | SMZ       |           |        |

## 125 cc

### Uitslag 125 cc
| Pos | Coureur            | Merk       | Tijd        | Punten |
| --- | ------------------ | ---------- | ----------- | ------ |
| 1   | Ángel Nieto        | Derbi      | 39' 51" 410 | 15     |
| 2   | Gilberto Parlotti  | Morbidelli | +0" 470     | 12     |
| 3   | Kent Andersson     | Yamaha     | +1" 030     | 10     |
| 4   | Börje Jansson      | Maico      | +1" 390     | 8      |
| 5   | Silvano Bertarelli | Suzuki     | +33" 950    | 6      |
| 6   | Eugenio Lazzarini  | Maico      | +1' 1" 960  | 5      |
| 7   | Dieter Braun       | Maico      | +1 ronde    | 4      |
| 8   | László Szabó       | MZ         | +1 ronde    | 3      |
| 9   | Thomas Heuschkel   | MZ         | +1 ronde    | 2      |
| 10  | Bernd Köhler       | MZ         | +1 ronde    | 1      |

## Zijspanklasse
Slechts negen combinaties werden geklasseerd.

### Uitslag zijspanklasse
| Pos | Coureur               | Bakkenist          | Merk         | Tijd | Punten |
| --- | --------------------- | ------------------ | ------------ | ---- | ------ |
| 1   | Klaus Enders          | Ralf Engelhardt    | Busch-BMW    |      | 15     |
| 2   | Heinz Luthringshauser | Hans-Jürgen Cusnik | BMW          |      | 12     |
| 3   | Karl Venus            | Rainer Gundel      | BMW          |      | 10     |
| 4   | Rolf Steinhausen      | Werner Kapp        | König        |      | 8      |
| 5   | Gustav Pape           | Franz Kallenberg   | BMW          |      | 6      |
| 6   | Bill Currie           | Keith Scott        | GSM-Weslake  |      | 5      |
| 7   | Rudi Kurth            | Dane Rowe          | CAT-Crescent |      | 4      |
| 8   | Peter Hahn            | Gertrud Hahn       | BMW          |      | 3      |
| 9   | Josef Ortner          | Hans Klug          | BMW          |      | 2      |

1927 · 1928 · 1929 · 1930 · 1947 · 1948 · 1950 · 1951 · 1952 · 1953 · 1954 · 1955 · 1956 · 1957 · 1958 · 1959 · 1960 · 1961 · 1962 · 1963 · 1964 · 1965 · 1966 · 1967 · 1968 · 1969 · 1970 · 1971 · 1972 · 1973 · 1974 · 1975 · 1976 · 1977 · 1978 · 1979 · 1981 · 1982 · 1983 · 1984 · 1985 · 1986 · 1987 · 1988 · 1989 · 1990 · 1991 · 1993 · 1994 · 1996 · 1997 · 2016 · 2017 · 2018 · 2019 · 2020 · 2021 · 2022 · 2023 · 2024 · 2025